# Lestes macrostigma
Lestes macrostigma är en trollsländeart som först beskrevs av Eduard Friedrich Eversmann 1836.  Lestes macrostigma ingår i släktet Lestes och familjen glansflicksländor. Inga underarter finns listade i Catalogue of Life.
Denna trollslända förekommer från Väst- och Centraleuropa över Anatolien till Iran och Mongoliet. Arten lever i låglandet upp till 150 meter över havet. Individerna hittas vid vattenansamlingar med bräckt vatten. Lestes macrostigma besöker vanligen växter som havssäv, strandtåg, säv och glasörter.
Beståndet hotas av vattenansamlingarnas torrläggning. IUCN listar arten fortfarande som livskraftig (LC).